# Roman Svetlov
Roman Viktorovitch Svetlov (Роман Викторович Светлов), né le 23 août 1963, est un philosophe russe pétersbourgeois, helléniste et latiniste. Il est également écrivain et éditeur.

## Carrière
Roman Svetlov est docteur en philosophie (1996) et professeur à la faculté de philosophie de l'université de Saint-Pétersbourg, où il donne des cours d'histoire de la philosophie antique et également des cours sur les mouvements hérétiques du Moyen Âge. Il est l'auteur de plus de soixante-dix publications philosophiques et historiques dont une monographie sur Le Néoplatonisme antique et l'exégétique alexandrine (1996) et Gnose et exégétique. Svetlov est également l'auteur populaire de plusieurs romans et nouvelles historiques et le fondateur de la Société philosophique platonicienne de Saint-Pétersbourg qu'il dirige et dont la première conférence a eu lieu en 1993. Cette société organise des conférences et publie la revue Akademia. Par exemple en 2010, les thèmes abordés étaient divisés en quatre sections:1°) articles et recherches, 2°) études scientifiques, 3°) traductions, 4°) littérature.
Roman Svetlov est le rédacteur en chef du Messager de l'institut humaniste chrétien russe et le directeur des éditions de l'université de Saint-Pétersbourg (2003).
Il a traduit en russe les fragments de commentaires sur les dialogues de Platon de Jamblique de Chalcis; le texte apocryphe de l'Ascension d'Isaïe; des textes de Numénius d'Apamée; les Énnéades de Plotin; un manuscrit florentin du milieu du XIIIe siècle sur la croisade des Albigeois, etc